# شركس سوريا
شركس سوريا هم المجتمع الشركسي في سوريا وهو أقلية عرقية في هذا البلد. تعود أصولهم إلى منطقة القوقاز، نتيجة للحروب التوسعية التي شنتها الإمبراطورية الروسية في المنطقة اضطُرَّ الكثير من الشركس إلى الهجرة إلى الأراضي العثمانية أو الروسية بعد حروب وقلاقل استمرت أكثر من مائة عام.
معظم التقديرات تحدد عدد الشركس بنحو مائة ألف نسمة. غالبيتهم مسلمين على المذهب سني. على الرغم من اندماج الشركس المتزايد من المجتمع السوري، إلا أنهم حافظوا على هوية متميزة، بعد أن احتفظوا بلغتهم الأديغية (بالإضافة إلى العربية)، وتراثهم القبلي وبعض عاداتهم التقليدية.

## مناطق وجودهم
وسكن الشركس في سورية بأربعة مناطق رئيسية،محافظة حمص ويتواجدون في قرية تليل شمال حمص في قرية تليل،وقرية تل عمري ، دير فول ، وشرق حمص يتواجدون في قرية ، عين النسر ، وفي محافظة القنيطرة (هضبة الجولان جنوب شرق البلاد) وكانت تضم الكتلة الكبرى منهم قبل الاحتلال الإسرائيلي للجولان، ومنطقة حلب (مدن منبج وخناصر ـ شمال) وفي مدينة دمشق (منطقة المهاجرين) وبعض القرى في ضواحيها (مرج السلطان) واستقروا في هذه المناطق، وعمل معظمهم في الزراعة وتربية الحيوان باستثناء (سكان المدن).
حصل الشركس على الجنسية السورية وتمتعوا بكامل حقوق المواطنة، وكان منهم نواب ووزراء وضباط وقادة في الجيش، وبعد الاحتلال الإسرائيلي للجولان عام 1967 هاجر معظمهم من الجولان إلى دمشق وضواحيها (منطقة قدسيا) أي أنهم كانوا من أكثر المتضررين من الاحتلال الإسرائيلي (كانت نسبة الشركس في الجولان تشكل 80 بالمئة من عددهم في سورية).
لم يكن للشركس في سوريا أية مشاكل دينية أو إثنية، وقد سُمح لهم بتشكيل جمعيات اجتماعية وخيرية ترعى شؤونهم، وسُمح لهم بالممارسات الفولكلورية الخاصة بهم، وهناك ترابط وثيق بين تجمعاتهم، وتضامن واضح بين بعضهم والبعض الآخر، وهذا ما أتاح لهم الحفاظ على تقاليدهم الأصلية وعاداتهم الاجتماعية، فمازالت تقاليد الزواج (الخطيفة) نفسها، والرقصات التي تعتمد على الإرث الفولكلوري العريق هي نفسها أيضا، بالإضافة إلى التقاليد والعادات اليومية الكثيرة التي يعمل الشركس على الحفاظ عليها ونقلها بين الأولاد من جيل إلى آخر. شارك الشركس كغيرهم من فئات الشعب السوري في الحياة السياسية والثقافية والاجتماعية السورية ومازالوا، ونظرا لقلة عددهم وتبعثرهم على المناطق السورية المختلفة فلم يكن بإمكانهم إصدار صحف بلغتهم أو حتى فتح مدارس خاصة بهم، وهذا ما أدى بكثير منهم إلى نسيان لغتهم الأصلية، وعدم استطاعتهم التحدث بها.